# بيت الحداد (همدان)

تعديل مصدري - تعديل

بيت الحداد هي إحدى قرى عزلة وادعة بمديرية همدان التابعة لمحافظة صنعاء، بلغ تعداد سكانها 346 نسمة حسب تعداد اليمن لعام 2004.